# Howard Berger
Howard Berger (geb. 20. Dezember 1964 in Burbank, Kalifornien) ist ein US-amerikanischer Maskenbildner, der für seine Arbeit bereits mit einem Oscar ausgezeichnet und für einen weiteren nominiert wurde. Daneben erhielt er bereits einen Emmy, einen BAFTA-Award und zwei Saturn Awards.

## Leben
Berger begann als Mitarbeiter von Tom Savini, arbeitete dann für Kevin Yagher und gründete 1988 mit Robert Kurtzman und Greg Nicotero die KNB Effects Group.
Neben seiner Tätigkeit als Maskenbildner spielt Berger auch in einigen Filmen als Statist selbst mit.
Bei den Saturn Awards 1999 erhielt er für seine Maskenarbeit in John Carpenters Vampire seine erste Auszeichnung. Bei den Saturn Awards wurde Berger fünf weitere Male nominiert.
Berger erhielt seine erste Oscar-Nominierung bei der Oscarverleihung 2006 für seine Arbeit beim Film Die Chroniken von Narnia: Der König von Narnia. In der Kategorie Bestes Make-Up konnte er den Preis für sich gewinnen. Für diesen Film erhielt Berger seinen zweiten Saturn Award und einen BAFTA-Award.
Er verwaltete das Make-up für die Fernsehserie The Walking Dead und wurde dafür mit einem Emmy im Jahr 2010 ausgezeichnet. Berger wurde ein zweites Mal für einen Oscar in der gleichen Kategorie für den Film Hitchcock nominiert.

## Filmografie (Auswahl)
- 1985: Zombie 2
- 1987: Tanz der Teufel II – Jetzt wird noch mehr getanzt
- 1988: Nightmare on Elm Street 4
- 1988: Chucky – Die Mörderpuppe
- 1989: Nightmare on Elm Street 5 – Das Trauma
- 1989: Halloween V – Die Rache des Michael Myers
- 1990: Geschichten aus der Gruft (Fernsehserie, eine Folge)
- 1990: Eine fast anständige Frau
- 1990: Tremors – Im Land der Raketen-Würmer
- 1990: Der mit dem Wolf tanzt
- 1991: Haus der Vergessenen
- 1992: Armee der Finsternis
- 1994: Pulp Fiction
- 1994: Freddy’s New Nightmare
- 1995: Bad Company
- 1996: From Dusk Till Dawn
- 1996: Scream – Schrei!
- 1996: Eraser
- 1997: Spawn
- 1997: Boogie Nights
- 1997: Wes Craven’s Wishmaster
- 1997: Scream 2
- 1998: The Faculty
- 1998: John Carpenters Vampire
- 1999: Das Geisterschloss
- 1999: Haunted Hill
- 1999: From Dusk Till Dawn 3 – The Hangman’s Daughter
- 1999: The Green Mile
- 2000: The Cell
- 2000: Unbreakable – Unzerbrechlich
- 2000: Little Nicky – Satan Junior
- 2001: Evolution
- 2001: Spy Kids
- 2001: Animal – Das Tier im Manne
- 2001: Mulholland Drive – Straße der Finsternis
- 2001: Ghosts of Mars
- 2001: 13 Geister
- 2001: Vanilla Sky
- 2002: Austin Powers in Goldständer
- 2002: Spy Kids 2 – Die Rückkehr der Superspione
- 2002: Mord nach Plan
- 2003: Kill Bill – Volume 1
- 2003: Hulk
- 2004: Kill Bill – Volume 2
- 2004: Ray
- 2004–2006: Deadwood (Fernsehserie, 36 Folgen)
- 2005: Sin City
- 2005: Amityville Horror – Eine wahre Geschichte
- 2005: House of Wax
- 2005: Land of the Dead
- 2005: Die Insel
- 2005: Serenity – Flucht in neue Welten
- 2005: Hostel
- 2005: Die Chroniken von Narnia: Der König von Narnia
- 2006: The Hills Have Eyes – Hügel der blutigen Augen
- 2006: Poseidon
- 2006: Déjà Vu – Wettlauf gegen die Zeit
- 2007: The Hitcher
- 2007: The Hills Have Eyes 2
- 2007: Disturbia
- 2007: Death Proof – Todsicher
- 2007: Hostel 2
- 2007: Transformers
- 2007: Planet Terror
- 2007: Das Beste kommt zum Schluss
- 2007: Spider-Man 3
- 2008: Die Chroniken von Narnia: Prinz Kaspian von Narnia
- 2008: Mirrors
- 2008: Sieben Leben
- 2009: The Unborn
- 2009: Drag Me to Hell
- 2009: Inglourious Basterds
- 2009: Public Enemies
- 2009: Final Destination 4
- 2009: Jennifer’s Body – Jungs nach ihrem Geschmack
- 2009: Surrogates – Mein zweites Ich
- 2010–2013: The Walking Dead (Fernsehserie)
- 2010: The Book of Eli
- 2010: Auftrag Rache
- 2011: Ich bin Nummer Vier
- 2011: Wasser für die Elefanten
- 2012: Hitchcock
- 2013: Die fantastische Welt von Oz